# Bauernopfer – Spiel der Könige
Bauernopfer – Spiel der Könige (Originaltitel: Pawn Sacrifice) ist ein amerikanisch-kanadischer Spielfilm des Regisseurs Edward Zwick aus dem Jahr 2014.
Der Film behandelt das Leben des exzentrischen Schachspielers Bobby Fischer und dabei vor allem seinen Zweikampf mit Boris Spasski um den Weltmeistertitel im Schach während der Schachweltmeisterschaft 1972, der auch als „Match des Jahrhunderts“ in die Schachgeschichte einging. Die Rolle des Bobby Fischer übernahm Tobey Maguire; sein Gegner Boris Spasski wurde von Liev Schreiber verkörpert.

## Handlung

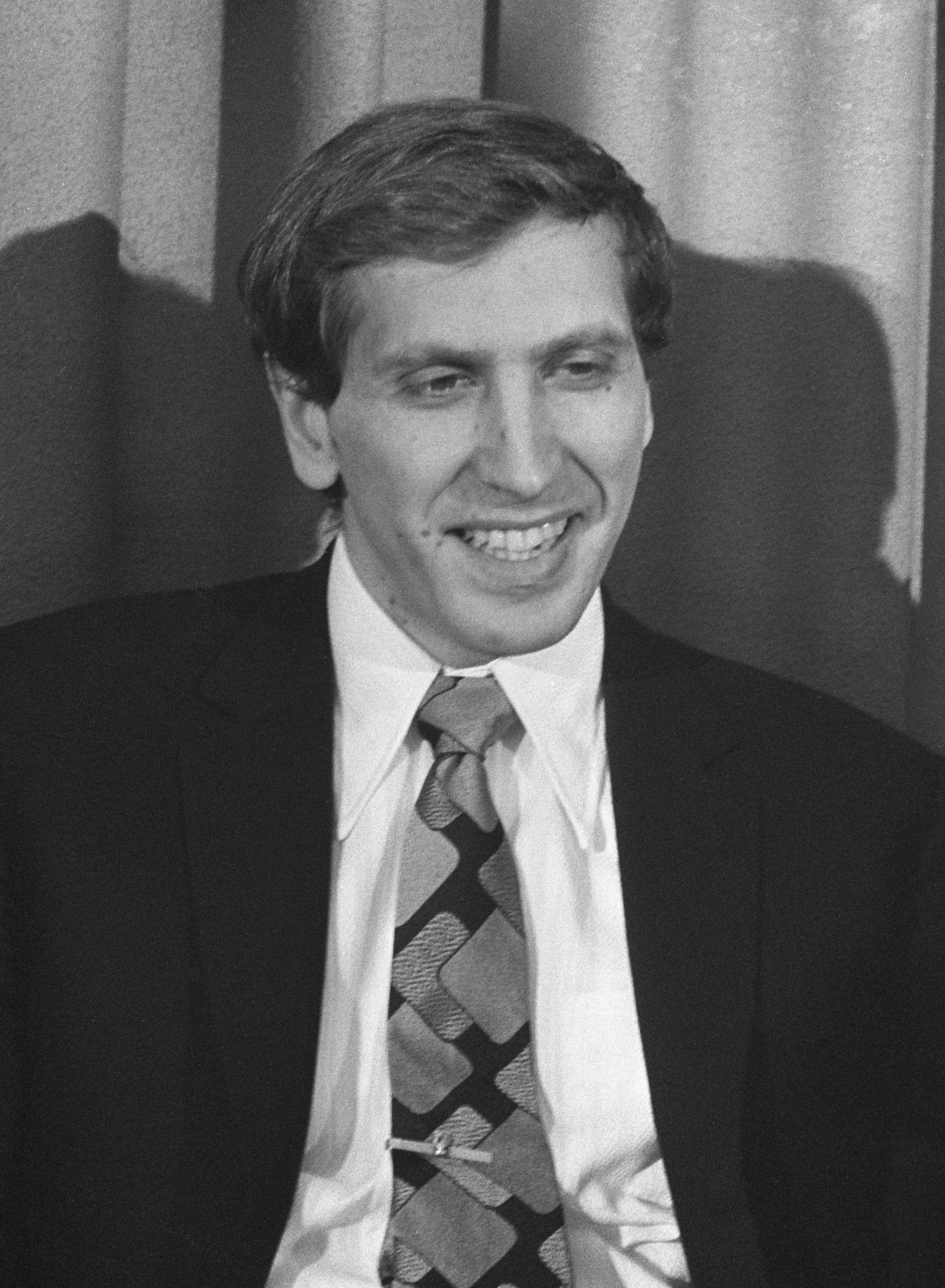
Das Leben von Bobby Fischer (Foto: 1972) bot die Vorlage für den Film Pawn Sacrifice.

Auf dem Höhepunkt des Kalten Krieges fürchtet der exzentrische Schachspieler Bobby Fischer, durch die Sowjetunion ausspioniert zu werden. Er erinnert sich an seine Kindheit in den späten 1940er Jahren. Seine Mutter, die einige Jahre in Moskau gelebt hat, warnt ihn vor Spionen. Bobby wendet sich dem Schach zu und es zeigt sich schnell ein außergewöhnliches Talent. Sein erster Schachlehrer wird Carmine Nigro, der Vorsitzende des Brooklyn Chess Club. Bald tritt Bobby bei professionellen Schachturnieren an und wird der zum damaligen Zeitpunkt jüngste US-Champion.
Bei der Schacholympiade 1962 im bulgarischen Warna unterstellt Fischer den sowjetischen Spielern, sich während der Partien untereinander zu beraten.
Bei seiner Rückkehr in die Vereinigten Staaten bietet ihm der patriotische Anwalt Paul Marshall an, ihn pro bono bei der Änderung der Turnierregeln zu unterstützen. Fischer willigt ein und wählt den früheren Champion William Lombardy, der mittlerweile Priester geworden war, als Sekundanten aus. Diesem gelingt es, den exzentrischen Fischer zu beruhigen, so dass er wieder Wettkämpfe gewinnen kann. Er steht kurz davor, Schachweltmeister zu werden, verliert dann jedoch ein wichtiges Spiel gegen den amtierenden Weltmeister Boris Spasski.
Die US-Regierung unterstützt Fischers Ziel der Weltmeisterschaft, um den Sieg eines Amerikaners über einen Vertreter der Sowjetunion propagandistisch ausschlachten zu können. Schließlich kann Fischer den Titel des Schachweltmeisters 1972 in Reykjavík im „Match des Jahrhunderts“ erringen. Der Wettkampf steht wegen Fischers Ausfällen mehrfach kurz vor dem Scheitern. Schließlich geht er nach 21 Partien mit 12½:8½ als Sieger hervor.
Der Epilog nennt weitere Stationen in Fischers Leben: Seine psychische Verfassung verschlechterte sich. Er zog sich vom Turnierschach zurück. Im Jahre 1980 wurde er wegen Landstreicherei verhaftet. Im Jahre 1992 trat er zu einem weiteren Spiel gegen Spasski in Jugoslawien an. Dadurch verstieß er jedoch gegen das Wirtschaftsembargo der USA gegen Jugoslawien, woraufhin die USA einen Haftbefehl gegen ihn erließen. Er hegte Verschwörungstheorien gegen die USA und die Juden und zog durch die Welt, bis Island ihm 2005 Asyl gewährte. Seine letzten Lebensjahre verbrachte er in Reykjavík, wo er 2008 starb.

## Rezeption
Der Film wurde von der Filmkritik überwiegend wohlwollend aufgenommen. Rotten Tomatoes weist, basierend auf 100 Kritiken, 72 % positive Einschätzungen aus, wobei vor allem das Schauspiel von Tobey Maguire gelobt wurde. Metacritic weist eine Gesamtwertung von 65/100 Punkten aus, basierend auf 29 Kritiken.
Filmstarts bewertet den Film mit 4 von 5 Sternen und resümiert: „Edward Zwick erzählt in seinem packenden Biopic über das Schachgenie Bobby Fischer von einer tragisch zerrissenen Persönlichkeit und von den Auswüchsen des Kalten Krieges.“
Bei einem Budget von etwa 19 Mio. US-Dollar konnte er weltweit nur 5,6 Mio. US-Dollar einspielen.

## Weiteres
Regisseur Edward Zwick sagte zum Titel des Films: „Du hast Henry Kissinger und Richard Nixon auf der einen und Leonid Breschnew samt KGB-Agenten auf der anderen Seite. Beide Männer (Fischer und Spasski) waren Bauernspielfiguren ihrer Nationen“.

## Auszeichnungen
Prism Awards 2016
- nominiert als bester Spielfilm

Young Artist Awards 2016
- bester jugendlicher Darsteller unter 13 Jahren: Aiden Lovekamp